# Georg Lankensperger

Framhjulen sitter fästa vid var sin skänkel som vrids, medan framaxeln sitter fast i vagnen. Konsten är att få hjulen att vrida sig så lagom mycket att varje hjul åker framåt i sitt spår och inte slirar.

Georg Lankensperger, född 31 mars 1779 i Marktl, död 11 juli 1847 i Birkenstein i Oberbayern, var en tysk vagnmakare. Han räknas i Tyskland som uppfinnaren av principen för styrning med axelskänklar (tyska: Achsschenkellenkung, engelska: stub axle).
Lankensperger var hovvagnmakare i München när han 1816 gjorde sin uppfinning till förbättrad styrning av hästvagnar. Principen används även idag i person- och lastbilar.
Rudolph Ackermann har dock anspråk på att ha gjort denna uppfinning 1810 och möjligen också Erasmus Darwin redan 1758.

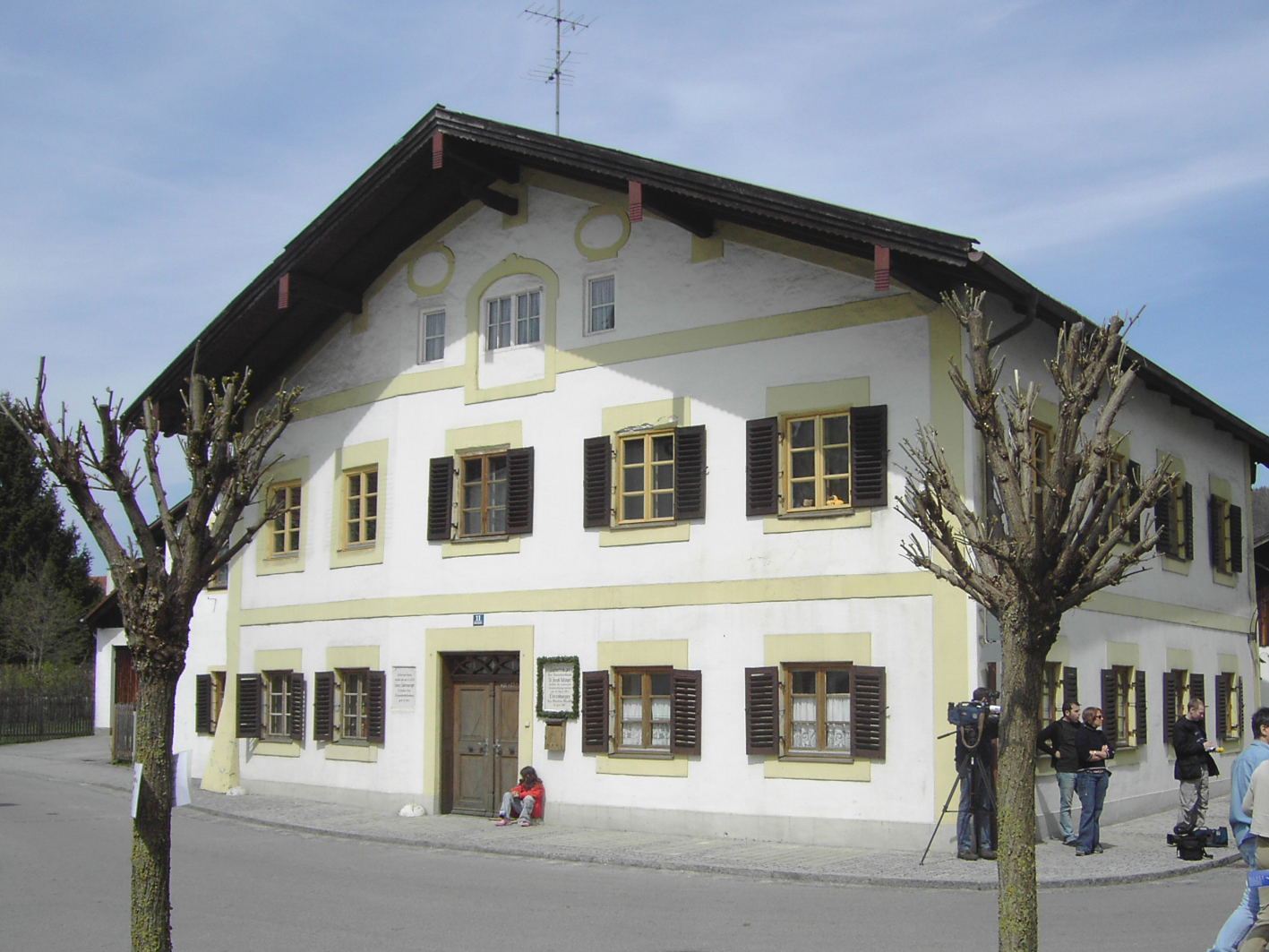
Lankenspergers födelsehus, här kom även påven Benedikt XVI till världen 1927.
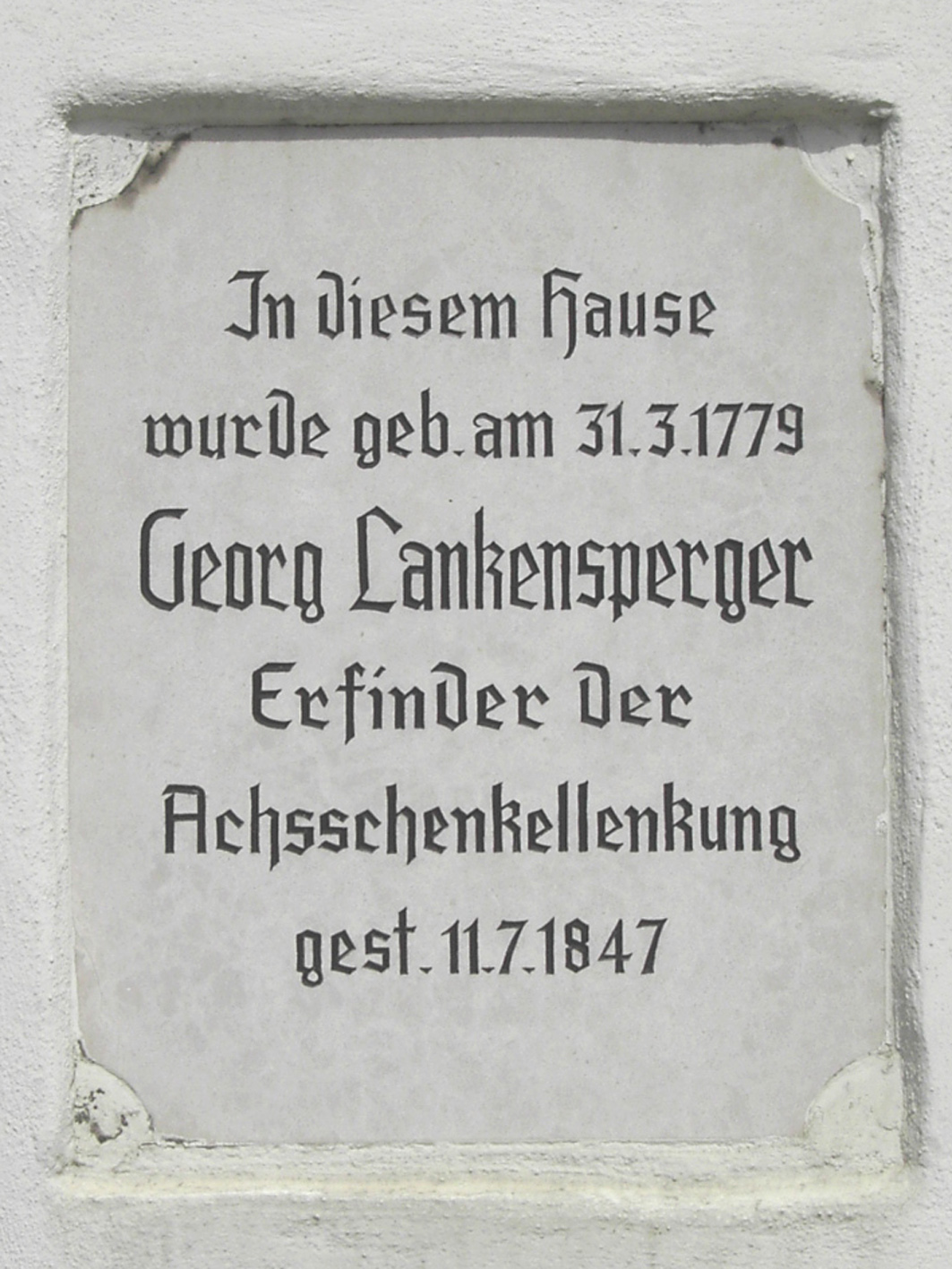
Minnestavla vid Georg Lankenspergers födelsehus.